# Vol Federal Express 705
Le vol Federal Express 705 est un vol cargo régulier assuré par un McDonnell Douglas DC-10 de la compagnie Federal Express (FedEx), effectuant la liaison entre Memphis et San José, aux États-Unis, qui subit une tentative de détournement pour un attentat-suicide le 7 avril 1994 près de Memphis, dans l'État du Tennessee. 
Auburn Calloway, le pirate de l'air, était un employé de FedEx sur le point d'être licencié qui a pu monter à bord de l'avion avec plusieurs armes dissimulées. Une fois en vol, il essaye de neutraliser les membres de l'équipage pour faire s'écraser le DC-10 sur le siège social de FedEx, à Memphis.
Le détournement échoue, l'équipage de trois personnes réussissant à maîtriser le pirate malgré de graves blessures, et l'avion se pose en sécurité malgré une surcharge en carburant.

## Le pirate de l'air
Auburn Calloway, âgé de 42 ans au moment des faits, était divorcé depuis quatre ans et avait deux enfants. L'homme aidait financièrement son ex-femme. En 1994, la compagnie FedEx soupçonne Calloway d'avoir menti sur son nombre d'heures de vol. Il doit comparaitre le 8 avril 1994 et risque de perdre son emploi d'officier mécanicien navigant. 
Auburn Calloway veut mourir et il prévoit de prendre le contrôle d'un avion de la compagnie en vol en maitrisant les autres membres d'équipage puis en faisant écraser l'avion sur le siège social de FedEx tout en faisant croire à un accident. Cette manœuvre lui permet ainsi de se venger de sa compagnie, mais surtout elle permet à son ex-femme et à ses deux enfants de bénéficier de son assurance-vie pour un montant de 2,5 millions de dollars en cas d'accident mortel durant son travail.

## L'équipage
Trois membres d'équipage se trouvaient dans le cockpit de ce vol : 
- le commandant de bord David G. "Dave" Sanders (49 ans), qui travaillait pour FedEx depuis vingt ans et avait auparavant servi dans l'US Navy pendant neuf ans, lors de la guerre du Viêt Nam.
- le copilote James M. « Jim » Tucker Jr. (42 ans), qui travaillait pour FedEx depuis dix ans et a également servi dans l'US Navy pendant douze ans, lors de la guerre du Viêt Nam, et chez PEOPLExpress pendant trois ans.
- l'officier mécanicien navigant Andrew H. "Andy" Peterson (39 ans), qui travaille pour FedEx depuis cinq ans.

## Le vol
Auburn Calloway avait prévu de maitriser l'équipage avec lequel il devait initialement voyager, mais celui-ci dépassa son nombre d'heures de travail légal à la suite d'un retard, et ne pouvait donc pas prendre en charge le vol 705 le lendemain. Un autre équipage est alors désigné, et Auburn Calloway décide de monter quand même à bord du vol 705, mais en tant que simple passager. Quasi toutes les compagnies aériennes pratiquent le billet gratuit pour leurs employés.
Afin de déguiser l'attaque en accident, Calloway a tenté de désactiver les boîtes noires de l'avion en retirant leurs disjoncteurs. Pendant la vérification d'avant-vol, l'ingénieur de vol Peterson remarqua l'anomalie et remit les disjoncteurs en place. Cela n'aurait toutefois pas empêché Calloway d'effacer les boîtes noires. Il lui aurait suffi de voler pendant trente minutes après avoir tué l'équipage pour réécrire l'intégralité des bandes magnétiques.
Une fois l'avion à 19 000 pieds, Calloway, muni d’un marteau et harpon, pénètre dans le poste de pilotage et s’attaque aux trois hommes d’équipage. Les deux pilotes sont grièvement blessés à la tête, tandis que le mécanicien parvient à lui arracher le harpon tout en subissant des coups de marteau. Calloway, d’une force peu commune, résiste et la bagarre se poursuit dans la cale du cargo en arrière du cockpit où le pirate doit affronter le commandant et le mécanicien. Plus d'une fois, Calloway reprend l'avantage tandis que le copilote, qui a pris les commandes, lance son avion dans une série d’acrobaties afin de désarçonner le forcené. 
Finalement, il demande à l’aéroport de Memphis un atterrissage d’urgence. Il faudra assommer par deux fois Calloway à coup de marteau, avant de parvenir à l’immobiliser définitivement. Le copilote a de plus en plus de peine à manœuvrer l’appareil d’une seule main et à le mener sur le cap de Memphis, l’autre main étant paralysée à la suite d'une hémorragie cérébrale. Il se fait remplacer par le commandant qui, blessé aussi, ne voit plus que d’un seul œil, tandis qu’il va aider le mécanicien à maintenir le forcené à terre. L’atterrissage à Memphis est un succès en dépit d’une vitesse trop grande et malgré le fait que l'équipage n’a pas pu purger les réservoirs faute d'avoir deux personnes aux commandes.

## Conséquences
Les trois membres d’équipage, grièvement blessés et couverts de sang, sont immédiatement hospitalisés. Ils survivront mais seront déclarés physiquement inaptes pour reprendre du service. Ils seront décorés pour leur bravoure de la plus haute distinction de l'ALPA (Air Line Pilots Association). Quant à Calloway, après avoir subi des soins appropriés, il est condamné à la prison à vie.

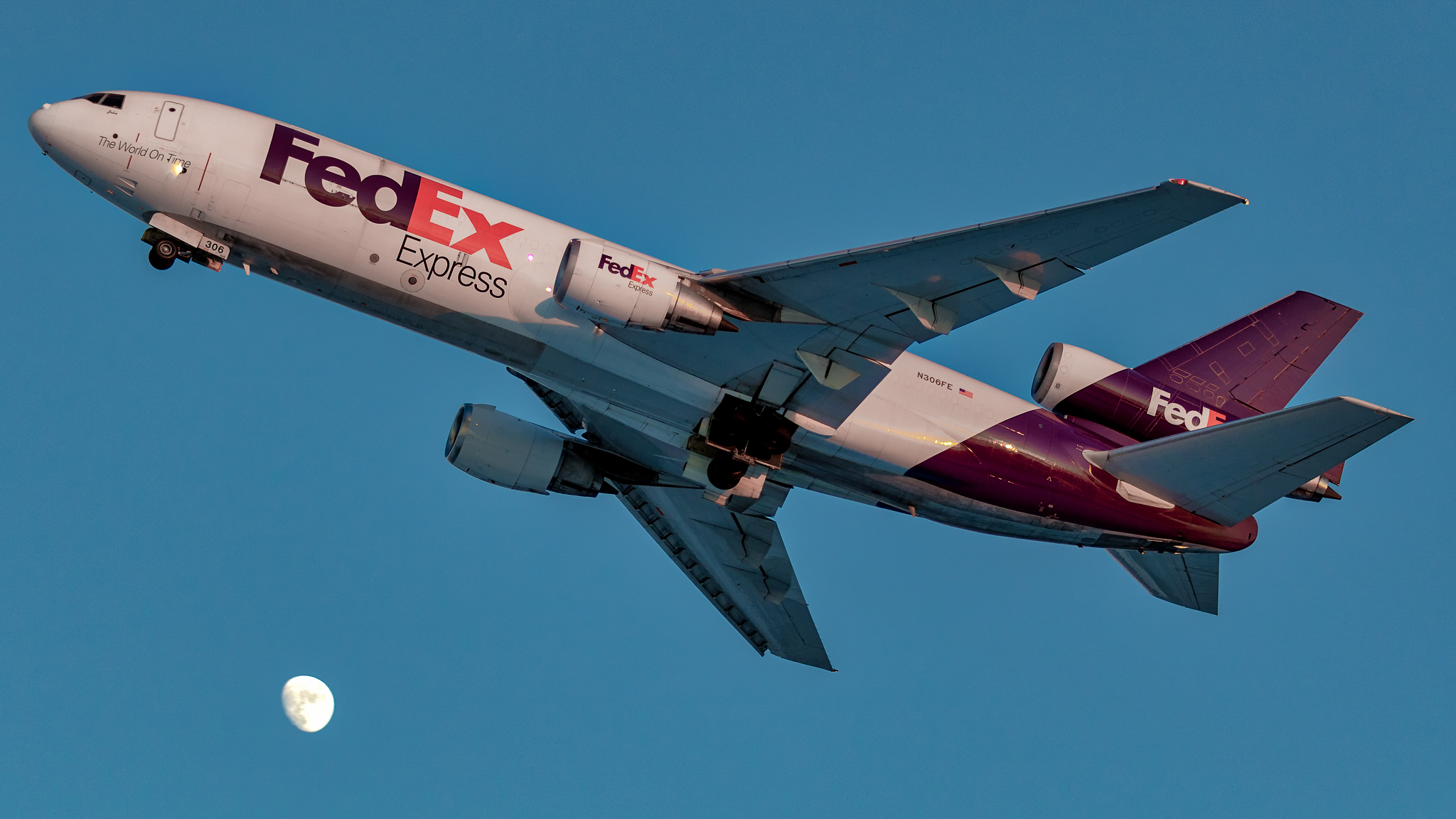
N306FE, l'avion impliqué, photographié en janvier 2015.

Après l'incident, le DC-10 impliqué reste en service dans la flotte de FedEx, mais sans le poste d'ingénieur de vol. Le 31 décembre 2022, près de 37 ans après sa mise en service, l'appareil est finalement retiré de la flotte de la compagnie, dans le cadre du remplacement des DC-10 de FedEx par des Boeing 767-300F,.

## Médias
L'accident a fait l'objet d'un épisode dans la série télé Air Crash nommé « Attaque en plein ciel » (saison 3, épisode 4).
Le livre Hijacked: The True Story Of The Heroes Of Flight 705, écrit par Dave Hirschman a été publié en 1997.
L'histoire courte Vol express 666 du volume 2 de la série de bande dessinée DoggyBags est inspirée de l'accident.